# Lowercase
lowercase ist der Name eines Musikstils der frühen 2000er Jahre. Es handelt sich um eine radikale Form minimalistischer Ambientmusik, die meist mit Klängen extrem geringer Lautstärke arbeitet, eingebettet in mehr oder weniger ausgedehnte Etappen völliger Stille. Als Material dienen insbesondere Feldaufnahmen, deren Ursprünge mehrheitlich sehr leise sind. Auch die produzierten Tonträger können im Ergebnis sehr leise sein. Als wichtige Vertreter gelten Bernhard Günter, Akira Rabelais, Francisco López, Richard Chartier und vor allem Steve Roden.

## Geschichte
Der Begriff lowercase (zu deutsch wörtlich „Kleinschrift“) geht zurück auf den Künstler und Musiker Steve Roden, der ihn 1998 in Interviews wählte, um eine bestimmte Form von Musik zu charakterisieren: „[…] sie verlangt nicht nach Aufmerksamkeit, sie will entdeckt werden. […] Sie ist das Gegenteil von Großbuchstaben – lauten Sachen, welche die Aufmerksamkeit auf sich ziehen.“ Roden berief sich dabei auf den Einfluss von Künstlern wie Morton Feldman oder John Cage.
Eine im März 1999 von James Coleman gegründete Newsgroup sorgte für verstärkte Kommunikation und Ideenaustausch. Über die Liste entstand auch eines der wichtigsten lowercase-Labels, Bremsstrahlung Recordings. Bremsstrahlung veröffentlichte im Jahr 2000 eine erste Compilation des neuen Stils, eine Doppel-CD mit den wichtigsten Vertretern, deren 500 Exemplare sich innerhalb von 2 Wochen vollständig verkauften, 2002 erschien ein Nachfolger. Weitere wichtige Labels, die lowercase-Aufnahmen veröffentlichen, sind Trente Oiseaux, 12k, Raster-Noton und das von Richard Chartier betriebene Line.

## Ästhetik
Konzeptionell prägend war der Ansatz, zum einen auf die Verstärkung von akustischen Ereignissen zu setzen, die im Alltag normalerweise nicht wahrgenommen werden oder sogar unter der menschlichen Wahrnehmungsschwelle liegen (wie der Klang eines Ameisenhügels oder eines Handys, dessen Akku sich leert) und daraus wiederum eine Musik zu schaffen, die einer behutsamen, handgemachten Ästhetik folgt. In diesem Sinn wurde das zarte Ausgangsmaterial sehr vielfältig bearbeitet und verwoben, in einer Installation von Otaku Yakuza („The Space of a Second“) zum Beispiel wurden mehr als eintausend Samples, jedes nicht länger als eine Millisekunde miteinander zu einem Stück kombiniert, das eine Minute dauerte.